# Alex Delvecchio
Alex Delvecchio (4. prosince 1931, Fort Wiliam, Ontario, Kanada – 1. července 2025 Rochester, Michigan, Spojené státy americké) byl kanadský lední hokejista, hokejový trenér, člen Hokejové síně slávy. U příležitosti 100. výročí NHL byl v lednu 2017 vybrán jako jeden ze sta nejlepších hráčů historie ligy.

## Hráčská kariéra
Jako junior nastupoval za Oshawa Generals v Ontario Hockey League. V roce 1951 poprvé nastoupil za Detroit Red Wings v National Hockey League. Od sezóny 1951/52 za Detroit nastupoval pravidelně a stal se oporou týmu. Hned tomto ročníku s týmem slavil Stanley Cup. Za Detroit odehrál celou svou profesionální kariéru, 22 sezón, v nichž triumf ve Stanley Cupu slavil celkem třikrát (v letech 1952, 1954 a 1955). Hrával v centru nebo na levém křídle. Nejvíce se proslavil jako součást hvězdného útoku zvaného Production line, v němž nastupoval s Gordie Howem a Tedem Lindsayem. Přestože se vyznačoval dobrou střeleckou produktivitou, nikdy nevyhrál kanadské bodování týmu. I v současnosti je ale historicky u Red Wings v hlavních ofenzivních statistikách (góly, body, asistence) na třetím místě za Gordie Howem a Steve Yzermanem, v počtu utkání je druhý.
Za své gentlemanské vystupování na ledě i mimo něj byl třikrát oceněn Lady Byng Memorial Trophy. Aktivní kariéru ukončil v roce 1973, v té době byl hráčem s druhým největším počtem odehraných utkání i asistencí v historii základní části NHL. Poté pracoval jako trenér a generální manažer Red Wings. Působení u hokeje ukončil v roce 1977, ve stejném roce byl jmenován i členem Hokejové síně slávy. Později se krom jiného věnoval charitativním projektům.

## Úspěchy a ocenění
Týmové

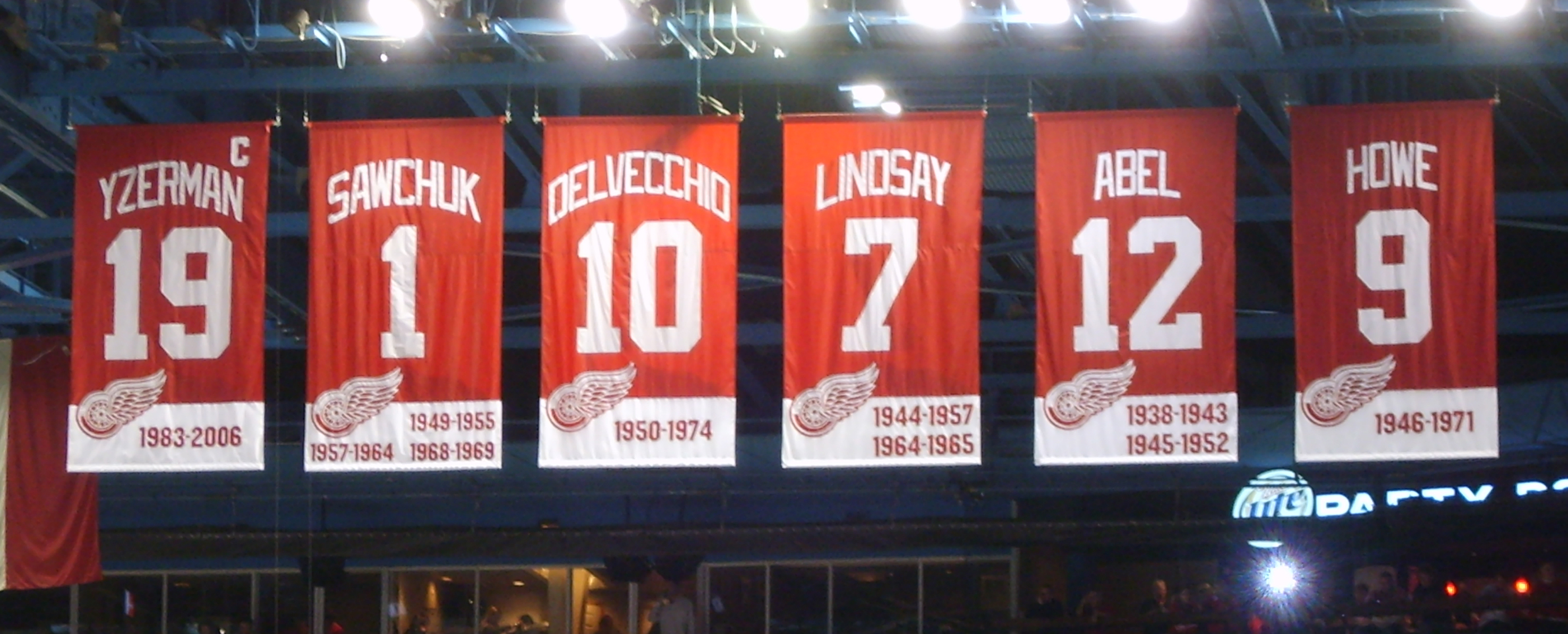
Vyřazená čísla v Joe Louis Areně

- zisk Stanley Cupu – 1952, 1954, 1955

Individuální
- držitel Lady Byng Memorial Trophy – 1959, 1966, 1969
- člen druhého All-Stat týmu – 1953, 1959
- nominován k NHL All-Star Game – 1953 až 1959, 1961 až 1965 a 1967
- držitel Lester Patrick Trophy – 1974

## Klubová statistika
| Sezóna       | Klub                  | Soutěž       |       | Základní část | Základní část | Základní část | Základní část | Základní část |    | Play off | Play off | Play off | Play off | Play off |
| Sezóna       | Klub                  | Soutěž       | Z     | G             | A             | B             | TM            | Z             | G  | A        | B        | TM       |          |          |
| 1947–48      | Fort William Rangers  | TBJHL        | 1     | 0             | 0             | 0             | 0             | —             | —  | —        | —        | —        |          |          |
| 1948–49      | Fort William Rangers  | TBJHL        | 12    | 16            | 8             | 24            | 53            | 1             | 2  | 0        | 2        | 0        |          |          |
| 1948–49      | Port Arthur Bruins    | M-Cup        | —     | —             | —             | —             | —             | 5             | 2  | 2        | 4        | 1        |          |          |
| 1949–50      | Fort William Rangers  | TBJHL        | 18    | 16            | 20            | 36            | 36            | 5             | 4  | 4        | 8        | 15       |          |          |
| 1950–51      | Oshawa Generals       | OHA          | 54    | 49            | 72            | 121           | 36            | 5             | 4  | 10       | 14       | 5        |          |          |
| 1950–51      | Detroit Red Wings     | NHL          | 1     | 0             | 0             | 0             | 0             | —             | —  | —        | —        | —        |          |          |
| 1951–52      | Detroit Red Wings     | NHL          | 65    | 15            | 22            | 37            | 22            | 8             | 0  | 3        | 3        | 4        |          |          |
| 1951–52      | Indianapolis Capitals | AHL          | 6     | 3             | 6             | 9             | 4             | —             | —  | —        | —        | —        |          |          |
| 1952–53      | Detroit Red Wings     | NHL          | 70    | 16            | 43            | 59            | 28            | 6             | 2  | 4        | 6        | 2        |          |          |
| 1953–54      | Detroit Red Wings     | NHL          | 69    | 11            | 18            | 29            | 34            | 12            | 2  | 7        | 9        | 7        |          |          |
| 1954–55      | Detroit Red Wings     | NHL          | 70    | 17            | 31            | 48            | 37            | 11            | 7  | 8        | 15       | 2        |          |          |
| 1955–56      | Detroit Red Wings     | NHL          | 70    | 25            | 26            | 51            | 24            | 10            | 7  | 3        | 10       | 2        |          |          |
| 1956–57      | Detroit Red Wings     | NHL          | 48    | 16            | 25            | 41            | 8             | 5             | 3  | 2        | 5        | 2        |          |          |
| 1957–58      | Detroit Red Wings     | NHL          | 70    | 21            | 38            | 59            | 22            | 4             | 0  | 1        | 1        | -        |          |          |
| 1958–59      | Detroit Red Wings     | NHL          | 70    | 19            | 35            | 54            | 6             | —             | —  | —        | —        | —        |          |          |
| 1959–60      | Detroit Red Wings     | NHL          | 70    | 19            | 28            | 47            | 8             | 6             | 2  | 6        | 8        | 0        |          |          |
| 1960–61      | Detroit Red Wings     | NHL          | 70    | 27            | 35            | 62            | 26            | 11            | 4  | 5        | 9        | 0        |          |          |
| 1961–62      | Detroit Red Wings     | NHL          | 70    | 26            | 43            | 69            | 18            | —             | —  | —        | —        | —        |          |          |
| 1962–63      | Detroit Red Wings     | NHL          | 70    | 20            | 44            | 64            | 8             | 11            | 3  | 6        | 9        | 2        |          |          |
| 1963–64      | Detroit Red Wings     | NHL          | 70    | 23            | 30            | 53            | 11            | 14            | 3  | 8        | 11       | 0        |          |          |
| 1964–65      | Detroit Red Wings     | NHL          | 68    | 25            | 42            | 67            | 16            | 7             | 2  | 3        | 5        | 4        |          |          |
| 1965–66      | Detroit Red Wings     | NHL          | 70    | 31            | 38            | 69            | 16            | 12            | 0  | 11       | 11       | 4        |          |          |
| 1966–67      | Detroit Red Wings     | NHL          | 70    | 17            | 38            | 55            | 10            | —             | —  | —        | —        | —        |          |          |
| 1967–68      | Detroit Red Wings     | NHL          | 74    | 22            | 48            | 70            | 14            | —             | —  | —        | —        | —        |          |          |
| 1968–69      | Detroit Red Wings     | NHL          | 72    | 25            | 58            | 83            | 8             | —             | —  | —        | —        | —        |          |          |
| 1969–70      | Detroit Red Wings     | NHL          | 73    | 21            | 47            | 68            | 24            | 4             | 0  | 2        | 2        | 0        |          |          |
| 1970–71      | Detroit Red Wings     | NHL          | 77    | 21            | 34            | 55            | 6             | —             | —  | —        | —        | —        |          |          |
| 1971–72      | Detroit Red Wings     | NHL          | 75    | 20            | 45            | 65            | 22            | —             | —  | —        | —        | —        |          |          |
| 1972–73      | Detroit Red Wings     | NHL          | 77    | 18            | 53            | 71            | 13            | —             | —  | —        | —        | —        |          |          |
| 1973–74      | Detroit Red Wings     | NHL          | 11    | 1             | 4             | 5             | 2             | —             | —  | —        | —        | —        |          |          |
| Celkem v NHL | Celkem v NHL          | Celkem v NHL | 1,550 | 456           | 825           | 1,281         | 383           | 121           | 35 | 69       | 104      | 29       |          |          |